# Französische Rugby-Union-Meisterschaft 1907/08
Die Saison 1907/08 war die 17. Austragung der französischen Rugby-Union-Meisterschaft (französisch Championnat de France de rugby à XV), der heutigen Top 14.
Nach einer Vorrunde spielten die besten Mannschaften in K.-o.-Runden gegeneinander. Im Endspiel, das am 5. April 1908 im Stade du Matin im Pariser Vorort Colombes stattfand, trafen die beiden Halbfinalsieger aufeinander und spielten um den Bouclier de Brennus. Dabei setzte sich Stade Français gegen Stade Bordelais durch und errang zum siebten Mal den Meistertitel.

## Vorrunde
Die Detailergebnisse sind nicht bekannt.

## Viertelfinale

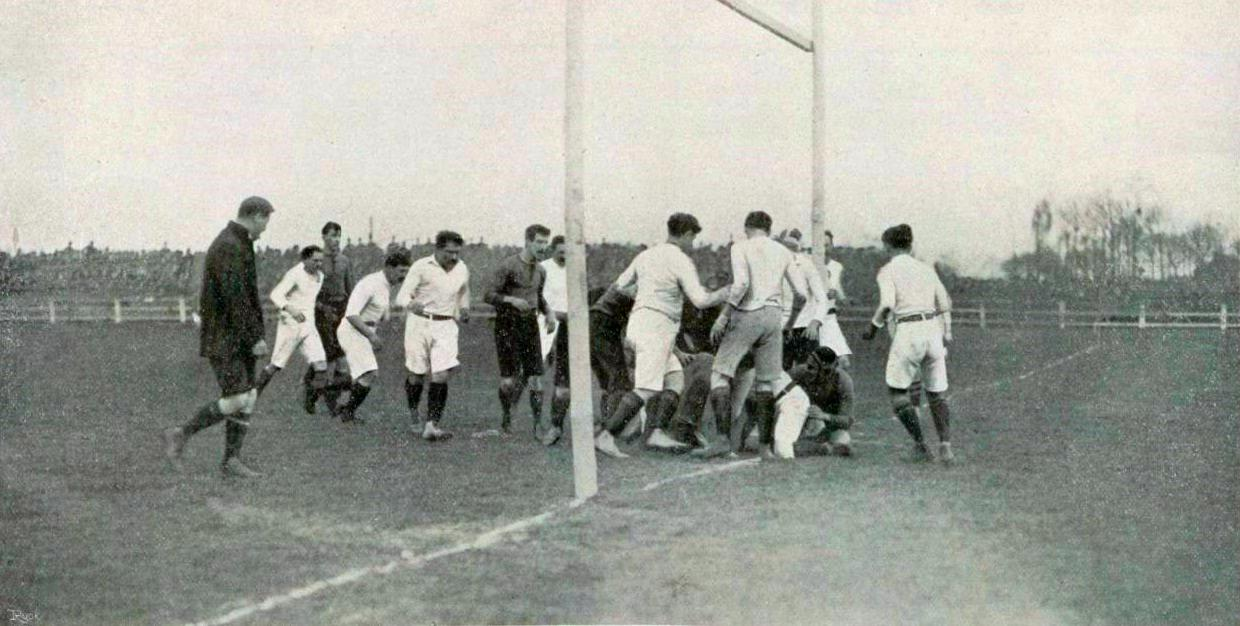
Spielszene im Meisterschaftsfinale

| Datum     | Begegnung                        | Ergebnis |
| --------- | -------------------------------- | -------- |
| März 1908 | Véto-Sports Toulousain – FC Lyon | 12:0     |
| März 1908 | Stade Bordelais – US Cognac      | 53:0     |
| März 1908 | Stade Français – US Le Mans      | 47:0     |

## Halbfinale
| Datum     | Begegnung                               | Ergebnis |
| --------- | --------------------------------------- | -------- |
| März 1908 | Stade Français – Véto-Sports Toulousain | 15:5     |
| März 1908 | Stade Bordelais – Le Havre AC           | 27:3     |

## Finale
| 5. April 1908 | Stade Français                                                    | 16 : 3         | Stade Bordelais | Stade du Matin, Colombes Zuschauer: 10.000 Schiedsrichter: Thomas Potter-Irwin |
| 5. April 1908 | Versuche: Vareilles Icart Mouronval Maclos Erhöhungen: Maclos (2) | (10:3) Bericht | Versuche: Massé | Stade du Matin, Colombes Zuschauer: 10.000 Schiedsrichter: Thomas Potter-Irwin |

Aufstellungen
Stade Français: S. Archer, Charles Beaurin, Gilbert Charpentier, Julien Combe, Marcel Communeau, Jacques Dedet, René Duval, Bernard Galichon, W. Hadley, Jules Icart, Émile Lesieur, Paul Maclos, Francis Mouronval, B. Moussou, Charles Vareilles
Stade Bordelais: Robert Blanchard, Albert Branlat, Maurice Bruneau, Herman Droz, Marc Giacardy, Jack Hird, Augustin Hordebaigt, André Lacassagne, Marcel Laffitte, Maurice Leuvielle, Henri Martin, Alphonse Massé, Louis Mulot, Hélier Thil, Louis Versfeld